# ستان هاك
ستان هاك (بالإنجليزية: Stan Hack)‏ هو لاعب كرة قاعدة أمريكي، ولد في 6 ديسمبر 1909 في ساكرامنتو في الولايات المتحدة، وتوفي في 15 ديسمبر 1979 في ديكسون في الولايات المتحدة.

## وصلات خارجية
- ستان هاك على موقع دوري كرة القاعدة الرئيسي (الإنجليزية)
- ستان هاك على موقعبيزبول رفرنس.كوم (الدوري الرئيسي) (الإنجليزية)
- ستان هاك على موقعبيزبول رفرنس.كوم (الدوري الثانوي) (الإنجليزية)
- ستان هاك على موقع جمعية أبحاث البيسبول الأمريكية (الإنجليزية)